# Eduardo Propper de Callejón
Eduardo Propper de Callejón (1895 - 1972) va ser un diplomàtic espanyol recordat principalment per haver facilitat, durant la Segona Guerra Mundial, la fugida de milers de jueus de la França ocupada a través d'Espanya.
La seva esposa, Hélène Fould-Springer, es va convertir al catolicisme poc abans de les noces; era filla del banquer jueu-francès, Baró Eugène Fould, i de la seva esposa Mary ("Mitzi") Springer, jueva d'origen austríac. Era germana de la mecenes Baronessa Liliane de Rothschild (1916 - 2003), esposa d'Elie de Rothschild.
Quan es va signar l'armistici de 22 de juny de 1940, Propper de Callejón era primer secretari de l'Ambaixada d'Espanya a París. Per a evitar el saqueig de la col·lecció d'art conservada al Castell de Royaumont, propietat dels seus sogres, la va declarar com la seva residència principal. Gràcies als consegüents privilegis diplomàtics, va poder impedir que s'espoliessin nombroses obres d'art. Entre elles hi havia un tríptic de Van Eyck, un dels artistes més admirats per Adolf Hitler. Atès que els seus sogres eren jueus, era probable que l'exèrcit nazi acabés desposseint-los de la seva col·lecció d'art.
El juliol del 1940, des del consolat d'Espanya a Bordeus, va expedir, en col·laboració amb el cònsol portuguès Aristides de Sousa Mendes, més de trenta mil visats a refugiats jueus perquè poguessin travessar Espanya camí de Portugal. Els visats es van emetre eludint els tràmits ordinaris que exigirien les autoritats de Madrid, cosa que va motivar que Ramón Serrano Suñer, Ministre d'Afers exteriors del règim franquista, transferís immediatament Propper de Callejón Carreró a Larache (Marroc).
Posteriorment va ser també enviat a Rabat, Zurich, Washington, Ottawa i Oslo. Va morir a Londres el 1972. En vida, mai va ser reconegut públicament pel seu heroisme.
Una de les seves netes és l'actriu anglesa Helena Bonham Carter.
El 12 de març de 2007 el Museu de l'Holocaust de Jerusalem (Yad Vashem) va concedir a Propper de Callejón la distinció de Just entre les Nacions.